# Francisco Gómez Palacio y Bravo
Francisco Gómez Palacio y Bravo (Victoria de Durango, Durango; 29 de mayo de 1824-Victoria de Durango, 27 de febrero de 1886) fue un escritor, abogado y político mexicano que se destacó como gobernador de Durango. Fue declarado Benemérito del Estado por la Legislatura local de octubre de 1887.

## Biografía
Sus padres fueron Victoriano Gómez del Palacio y Manuela Bravo, españoles de nacimiento. Estudió en el Seminario Conciliar de Durango, considerado en ese tiempo como la institución educativa más importante del Norte de México.
Se desenvolvió en un ambiente de cultura y destacados mentores como Albirena, Laurenzana y Barraza, entre otros muchos, quienes hicieron de él una persona muy estudiosa, llegando a aprender y dominar seis idiomas: griego, latín, inglés, francés, alemán e italiano. Fue considerado como uno de los hombres más cultos de su tiempo, no sólo de Durango sino del país.
Fundador del Colegio Civil del Estado, actualmente Universidad Juárez del Estado de Durango, en el que desempeñó los cargos de rector y catedrático. Fue también diputado federal en tres ocasiones y gobernador del Estado en dos.

### Cargos
Casi toda su vida estuvo ligado a la política del Estado de Durango, ocupando los cargos:
- Oficial Mayor y secretario de Gobierno con el gobernador Pedro Ochoa Nareta, de abril a septiembre de 1847.
- Diputado al Congreso de la Unión, de 1848 a 1849.
- Fue administrador de las Rentas del Tabaco, de 1854 a 1855.
- Fue rector del Colegio del Estado en 1856 y Director del Colegio de Abogados.
- En 1857 fue elegido como diputado al Congreso Constituyente de ese año, pero no pudo asistir al mismo porque se le dio el cargo de Jefe de la Comisión Mixta de Reclamaciones en los Estados Unidos del Norte, cuando el vecino país reclamaba indemnización por muchos millones de pesos. Logró que las reclamaciones se redujeran al mínimo posible.
- Desempeñó el cargo de procurador general de la República.
- Durante el período 1862 a 1863 desempeño respectivamente los cargos de presidente municipal de Durango, magistrado del Supremo.
- Fue nombrado miembro del Tribunal de Justicia en el Estado y también fue nombrado Secretario de Gobierno durante la administración de Benigno Silva.
- El 2 de diciembre de 1867 tomó posesión como gobernador del Estado de Durango. Desempeñó ese cargo hasta fines de 1868 para sostener en el Congreso la acusación que hizo en contra del general Benigno Canto, diputado federal también, por matar al general José María Patoni.
- El licenciado Gómez Palacio consiguió que el general Canto fuera desaforado y puesto en prisión, muriendo en la cárcel sin conocer las causas que motivaron su crimen en contra José María Patoni.
- El 16 de septiembre de 1880 fue reelecto gobernador de Durango. cargo en el que estuvo hasta el 16 de septiembre de 1883, dimitiendo al mismo por no haber conseguido el paso del Ferrocarril Central Mexicano, tal y como se lo había prometido a los habitantes de la ciudad de Durango.[1]

El licenciado Francisco Gómez Palacio murió el 27 de febrero de 1886 en la ciudad de Victoria de Durango. Ese mismo año Santiago Lavín Cuadra donó más terrenos para que se fundara la ciudad que fue creada con el motivo de recordar a este personaje y, que en el 2005 cumplió 100 años de haber sido reconocida oficialmente como ciudad.

## Legado
La segunda ciudad más importante del Estado de Durango lleva su nombre, esto se debe a que Santiago Lavín Cuadra, fundador de la mencionada ciudad le otorgó este nombramiento debido a que Francisco Gómez Palacio dio facilidad para la construcción de la ciudad. Actualmente en Gómez Palacio se localiza un monumento en memoria de aquel que una vez fue gobernador del estado de durango.
En el centro de Victoria de Durango se encuentra un mercado que lleva su nombre.